# Эчединский сельсовет
Эчединский сельсовет — административно-территориальная единица и муниципальное образование со статусом сельского поселения в Цумадинском районе Дагестана Российской Федерации.
Административный центр — село Эчеда.

## Население
| 2002  | 2010  | 2012  | 2013  | 2014  | 2015  | 2016  |
| ----- | ----- | ----- | ----- | ----- | ----- | ----- |
| 831   | ↗1382 | ↘1372 | ↗1680 | ↘1659 | ↘1639 | ↘1625 |
| 2017  | 2018  | 2019  | 2020  | 2021  | 2023  | 2024  |
| ↘1598 | ↗1603 | ↗1622 | ↗1637 | ↘1200 | ↗1234 | ↗1258 |

## Состав
| № | Населённый пункт | Тип населённого пункта       | Население |
| - | ---------------- | ---------------------------- | --------- |
| 1 | Хвайни           | село                         | ↘249      |
| 2 | Эчеда            | село, административный центр | ↘951      |

### Упразднённые населённые пункты
Хвайни-Коло — упразднённое после 2007 года село.